# آرني فيلهلمسون
آرني فيلهلمسون، لاعب كرة قدم آيسلندي، يلعب في نادي الترجي السعودي.

## روابط خارجية
- آرني فيلهلمسون على موقع الاتحاد الأوربي (الإنجليزية)
- آرني فيلهلمسون على موقع اتحاد السويد (السويدية)
- آرني فيلهلمسون على موقع اتحاد أوكرانيا (الإنجليزية)
- آرني فيلهلمسون على موقع قاعدة بيانات كرة القدم.إي يو (الإنجليزية)
- آرني فيلهلمسون على موقع ليكيب (الفرنسية)
- آرني فيلهلمسون على موقع ناشيونال فوتبول تيمز (الإنجليزية)
- آرني فيلهلمسون على موقع Soccerway.com (الإنجليزية)
- آرني فيلهلمسون على موقع عالم كرة القدم.نت (الإنجليزية)